# Кање
Кање је насеље у општини Бијело Поље у Црној Гори. Према попису из 2003. било је 389 становника (према попису из 1991. било је 413 становника).

## Демографија
У насељу Кање живи 273 пунолетна становника, а просечна старост становништва износи 33,8 година (33,8 код мушкараца и 33,7 код жена). У насељу има 93 домаћинства, а просечан број чланова по домаћинству је 4,18.
Ово насеље је углавном насељено Бошњацима (према попису из 2003. године), а у последња три пописа, примећен је пад у броју становника.
|  |

| Демографија | Демографија | Демографија |
| Година      | Становника  | Становника  |
| ----------- | ----------- | ----------- |
|             |             |             |
|             |             |             |
|             |             |             |
|             |             |             |
| 1948.       | 369         |             |
| 1953.       | 394         |             |
| 1961.       | 438         |             |
| 1971.       | 466         |             |
| 1981.       | 442         |             |
| 1991.       | 413         | 412         |
| 2003.       | 481         | 389         |
|             |             |             |

| Етнички састав према попису из 2003.‍ | Етнички састав према попису из 2003.‍ | Етнички састав према попису из 2003.‍ | Етнички састав према попису из 2003.‍ | Етнички састав према попису из 2003.‍ |
| ------------------------------------ | ------------------------------------ | ------------------------------------ | ------------------------------------ | ------------------------------------ |
|                                      |                                      |                                      |                                      |                                      |
| Бошњаци                              | Бошњаци                              |                                      | 306                                  | 78,66%                               |
| Срби                                 | Срби                                 |                                      | 54                                   | 13,88%                               |
| Муслимани                            | Муслимани                            |                                      | 16                                   | 4,11%                                |
| Црногорци                            | Црногорци                            |                                      | 10                                   | 2,57%                                |
| непознато                            | непознато                            |                                      | 0                                    | 0,0%                                 |

| Година пописа     | 1948. | 1953. | 1961. | 1971. | 1981. | 1991. | 2003. |
| ----------------- | ----- | ----- | ----- | ----- | ----- | ----- | ----- |
| Број домаћинстава | 68    | 72    | 78    | 80    | 79    | 97    | 109   |

| Број чланова      | 1  | 2  | 3  | 4 | 5  | 6  | 7  | 8 | 9 | 10 и више | Просек |
| ----------------- | -- | -- | -- | - | -- | -- | -- | - | - | --------- | ------ |
| Број домаћинстава | 93 | 11 | 16 | 3 | 21 | 18 | 12 | 6 | 5 | 1         | 0      |

| Пол    | Укупно | Неожењен/Неудата | Ожењен/Удата | Удовац/Удовица | Разведен/Разведена | Непознато |
| ------ | ------ | ---------------- | ------------ | -------------- | ------------------ | --------- |
| Мушки  | 153    | 62               | 86           | 5              | 0                  | 0         |
| Женски | 144    | 36               | 91           | 13             | 4                  | 0         |
| УКУПНО | 297    | 98               | 177          | 18             | 4                  | 0         |

| Пол    | Укупно                    | Пољопривреда, лов и шумарство | Рибарство                            | Вађење руде и камена | Прерађивачка индустрија       |
| ------ | ------------------------- | ----------------------------- | ------------------------------------ | -------------------- | ----------------------------- |
| Мушки  | 47                        | 12                            | 0                                    | 0                    | 4                             |
| Женски | 18                        | 1                             | 0                                    | 0                    | 2                             |
| УКУПНО | 65                        | 13                            | 0                                    | 0                    | 6                             |
| Пол    | Производња и снабдевање   | Грађевинарство                | Трговина                             | Хотели и ресторани   | Саобраћај, складиштење и везе |
| Мушки  | 0                         | 14                            | 2                                    | 2                    | 2                             |
| Женски | 0                         | 0                             | 2                                    | 1                    | 1                             |
| УКУПНО | 0                         | 14                            | 4                                    | 3                    | 3                             |
| Пол    | Финансијско посредовање   | Некретнине                    | Државна управа и одбрана             | Образовање           | Здравствени и социјални рад   |
| Мушки  | 0                         | 0                             | 6                                    | 2                    | 0                             |
| Женски | 0                         | 1                             | 2                                    | 4                    | 2                             |
| УКУПНО | 0                         | 1                             | 8                                    | 6                    | 2                             |
| Пол    | Остале услужне активности | Приватна домаћинства          | Екстериторијалне организације и тела | Непознато            | Непознато                     |
| Мушки  | 1                         | 0                             | 0                                    | 2                    | 2                             |
| Женски | 0                         | 0                             | 0                                    | 2                    | 2                             |
| УКУПНО | 1                         | 0                             | 0                                    | 4                    | 4                             |